# Вуперталер ШФ
Вижте пояснителната страница за други значения на Борусия.
Вуперталският спортен клуб (на немски: Wuppertaler Sportverein), съкратено Вуперталер ШФ (Wuppertaler SV), е спортен клуб от Вупертал, провинция Северен Рейн-Вестфалия, Германия. Известен е в страната преди всичко с футболното си отделение, но също така развива и хандбал, бокс, лека атлетика и гимнастика.

## История
Клубът е основан на 8 юли 1954 г. след обединението на Ес Ес Фау 04 Вупертал от квартал Елберфелд и Те Ес Ге Фовинкел 08 от квартал Фовинкел. Клубните цветове на новата формация се получават от цветовете на предшествениците – червено от фовинкелския отбор и синьо от елберфелдския.
Елберфелдският отбор има половинвековна история. Създаден като клуб по зимни спортове, а фовинкелци преди обединението са щели да празнуват своя 75-годишен юбилей. Сливането предизвиква противоречиви настроения във вуперталската спортна общественост, но мнението на кмета на града Хайнрих Шмайсинг, който полага усилия за създаването на единен и силен градски тим, надделява.
През март 2004 г. се обединяват най-големите клубове на Вупертал: Вуперталер Ес Фау и Ес Фау Борусия Вупертал. Оттогава единният клуб носи името Вуперталер Ес Фау Борусия.